# Скрипка
Скри́пка (від староцерк.-слов. скрыпати — «скрипіти», італ. violino) — струнний музичний смичковий інструмент. Має чотири струни, які настроюють на квінту (g, d1,a1,e2). З'явився в середині XVI століття. Музиканта, що грає на скрипці, називають скрипалем, іноді — скрипарем, скрипаком. Майстер, що виготовляє скрипки, називається скрипником.

## Будова скрипки
Скрипка складається з двох основних частин: корпусу та грифа, уздовж якого натягнуті струни. Розмір повної скрипки становить 60 см, вага — 300–400 грамів.

Будова скрипки

### Корпус
Корпус скрипки має овальну форму з округлими виїмками з боків, що утворюють «талію» — так звані еси (за схожість з літерою С). Округлість зовнішніх контурів і ліній есів забезпечують зручність гри, зокрема у високих регістрах. Нижня і верхня площини корпусу — деки — з'єднані одна з одною смужками дерева — боками (обичайками). Деки мають опуклу форму, утворюючи «склепіння». Геометрія дек, а також їхня товщина, її розподіл у тій чи іншій мірі визначають силу і тембр звуку. Всередину корпусу вставляється душка, що передає вібрації через підставку від верхньої до нижньої деки. Без цієї маленької деталі тембр скрипки втрачає жвавість і повноту.
На силу і тембр звуку скрипки значно впливає матеріал, з якого вона виготовлена, і склад лаку. При просочуванні скрипки лаком він змінює щільність дерева. Ступінь впливу просочування на звучання скрипки невідома, оскільки залежить в основному від структури та особливостей самого дерева. Після висихання лак захищає скрипку від значних змін щільності дерева під впливом навколишнього середовища. Лак забарвлює скрипку прозорим кольором від світло-золотистого до темно-червоного або коричневого.
Нижня дека, або «донце» корпусу, робиться з клена, з двох симетричних половинок.
Верхня дека виготовляється з ялини. Має два резонаторні отвори — ефи, за формою вони нагадують латинську букву f (ще бувають «ефи», які називають — «кажани»)[джерело?]. На обводі верхньої деки вклеєна жилка, яка запобігає розтріскуванню. На середину верхньої деки спирається підставка, на яку спираються струни, закріплені на струнотримачі (підгрифнику).
Боки (обідки, обичайка) з'єднують нижню і верхню деку, утворюючи бічну поверхню скрипки. Їх висота визначає об'єм і висоту скрипки, принципово впливаючи на тембр звуку: чим вищі боки, тим звук глухіший і м'якший, чим нижчі — тим пронизливіше звучання скрипки. Боки виготовляються, як і днище, з клена.
Душка — кругла ялинова розпірка, передає вібрації на нижню деку. Ідеальне її розміщення знаходиться експериментально, на що майстер іноді витрачає багато годин роботи.
 Підгрифник, або струнотримач, слугує для кріплення струн. Виготовляється з твердої породи чорного або червоного дерева (зазвичай ебенового дерева або палісандру відповідно). З одного боку у підгрифника є петля, з іншого — чотири отвори з шліцами для кріплення струн. Принцип кріплення простий: кінець струни з ґудзиком протягується в круглий отвір, після чого вона накручується на кілочок на грифі і внаслідок натягання втискається у шліц.
Петля — петля з грубої кишкової струни або пластику. Пластикова петля є кращою, бо вона має регулятор довжини петлі. При заміні жильної петлі більшого діаметра ніж 2,2 мм на синтетичну (діаметр 2,2 мм) необхідно вклинити клин і заново просвердлити отвір діаметром 2,2 мм, інакше повштовховий тиск синтетичної струни може пошкодити дерев'яний підгрифник.
Ґудзик — закінчення дерев'яного кілочка, який вставляється в отвір у корпусі, що знаходиться з протилежного від грифа боку, служить для кріплення петлі підгрифника. Клин щільно вставляється у конічний отвір, що повністю відповідає йому розмірами і формою, інакше можливе розтріскування кілочка і деки. Навантаження на ґудзик дуже високе, приблизно 24 кг.
Підставка (кобилка) впливає на тембр інструменту. Експериментально встановлено, що навіть невеликий зсув підставки спричиняє значну зміну тембру: при зсуві до підгрифника — звук стає глухішим, від нього — пронизливішим. Підставка та поріжок підіймають струни над грифом та верхньою декою і дають можливість грати смичком на кожній струні окремо. Підставка розміщує струни одну від одної у площині на більшу відстань, ніж верхній поріжок. Заглиблення для струн у підставці натирають графітовим мастилом, у склад якого входить олія для розм'якшення дерева.

Частини корпусу
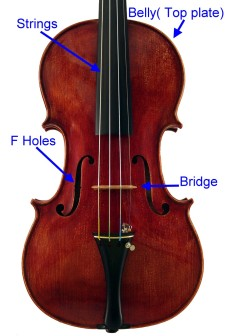
Корпус скрипки
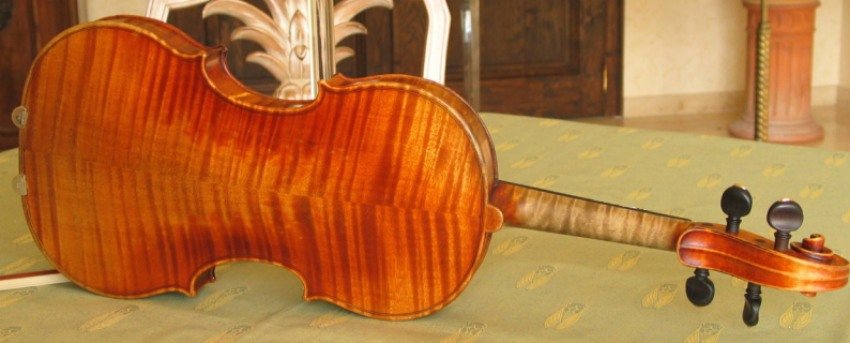
Скрипка роботи Жана Батіста Війома, нижня дека
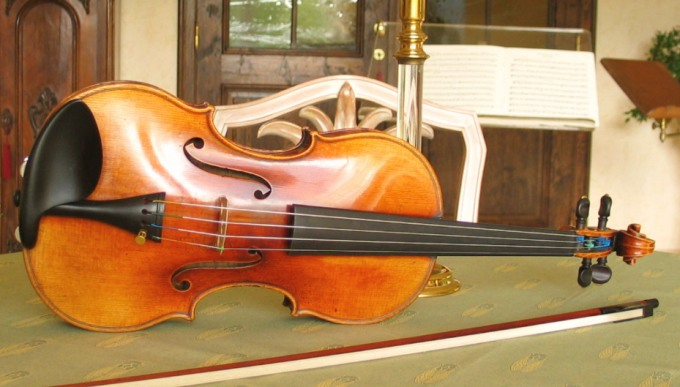
Скрипка роботи Жана Батіста Війома, верхня дека
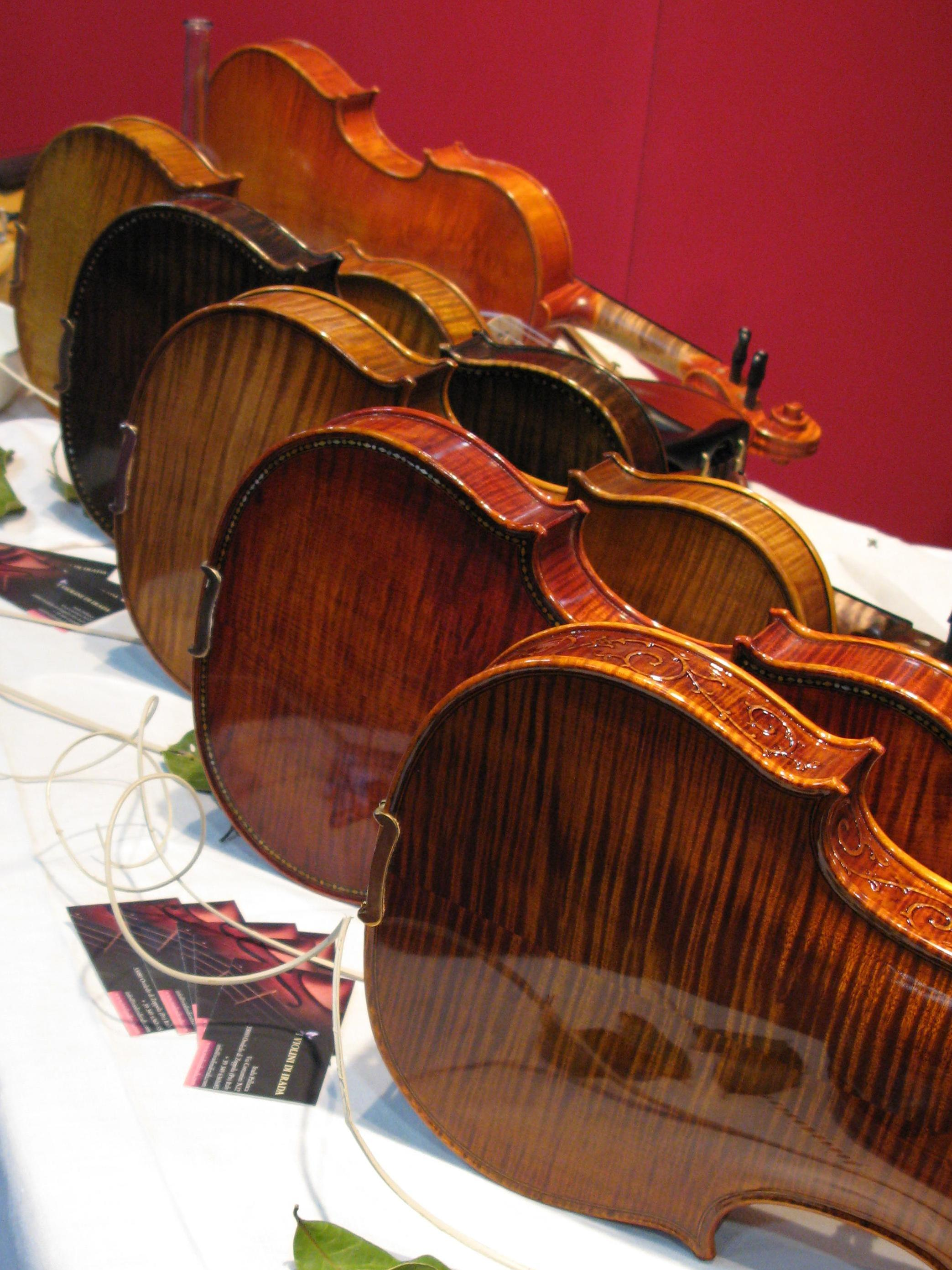
Скрипки (добре видно боки)
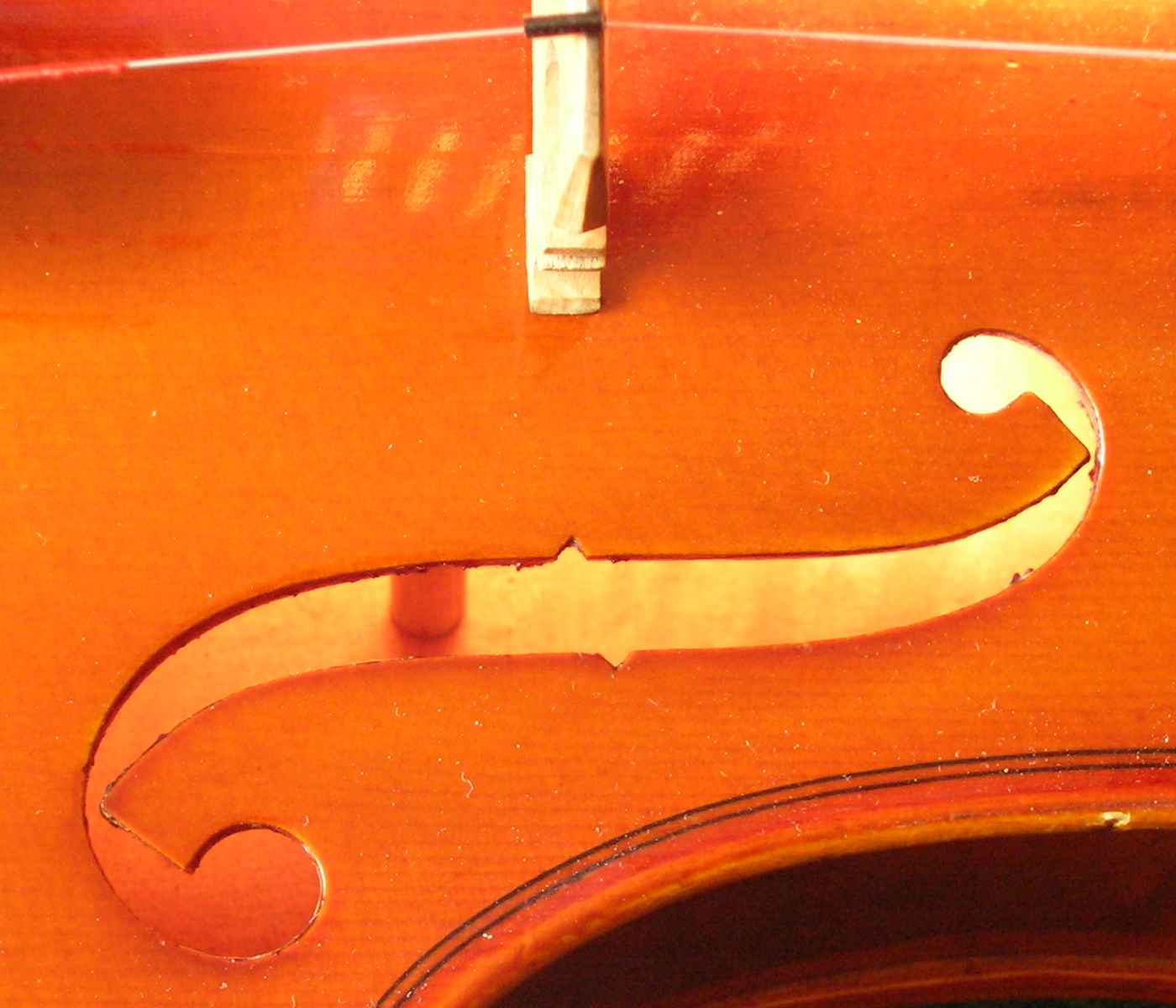
Еф скрипки, через який видно душку
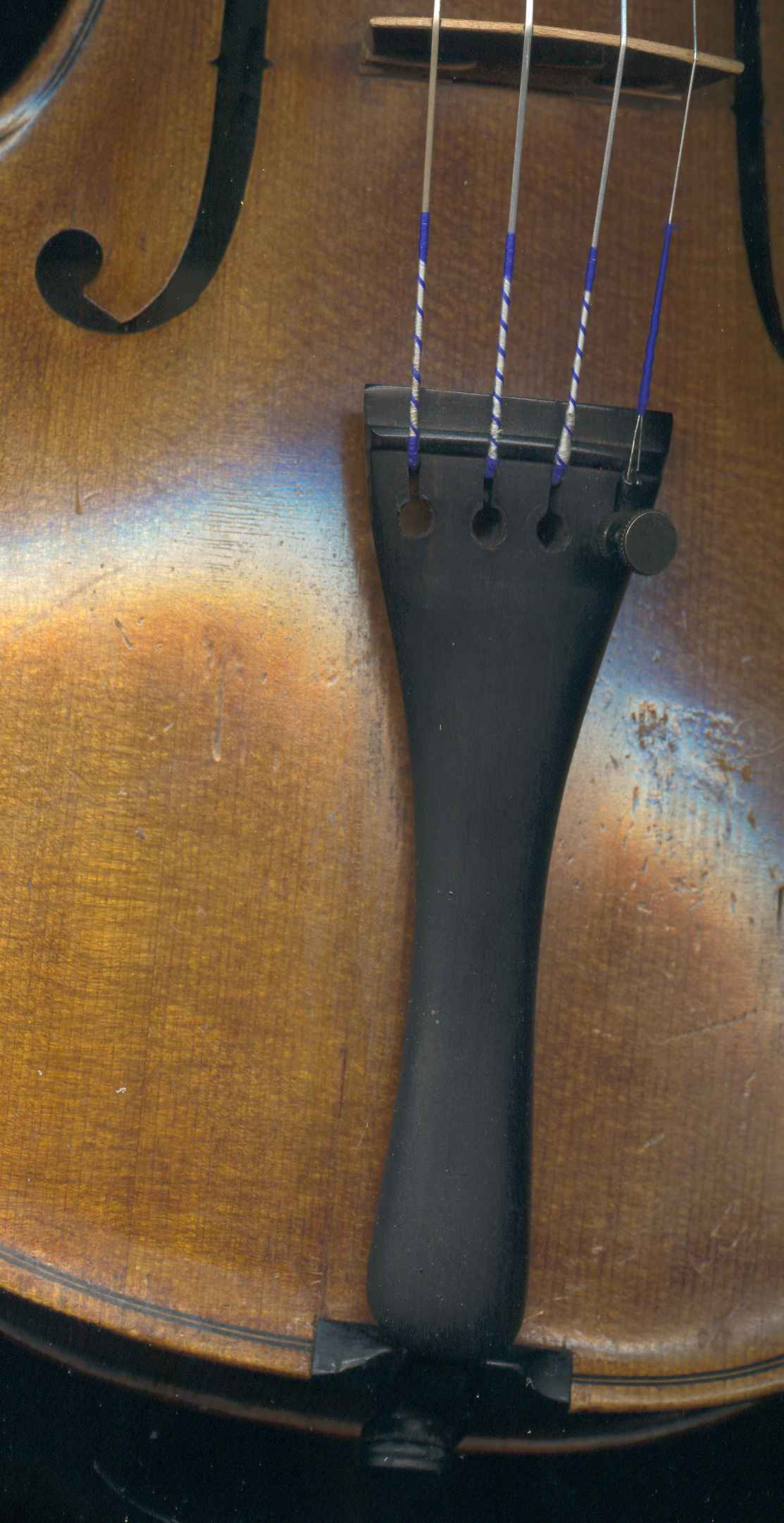
Скрипковий підгрифник
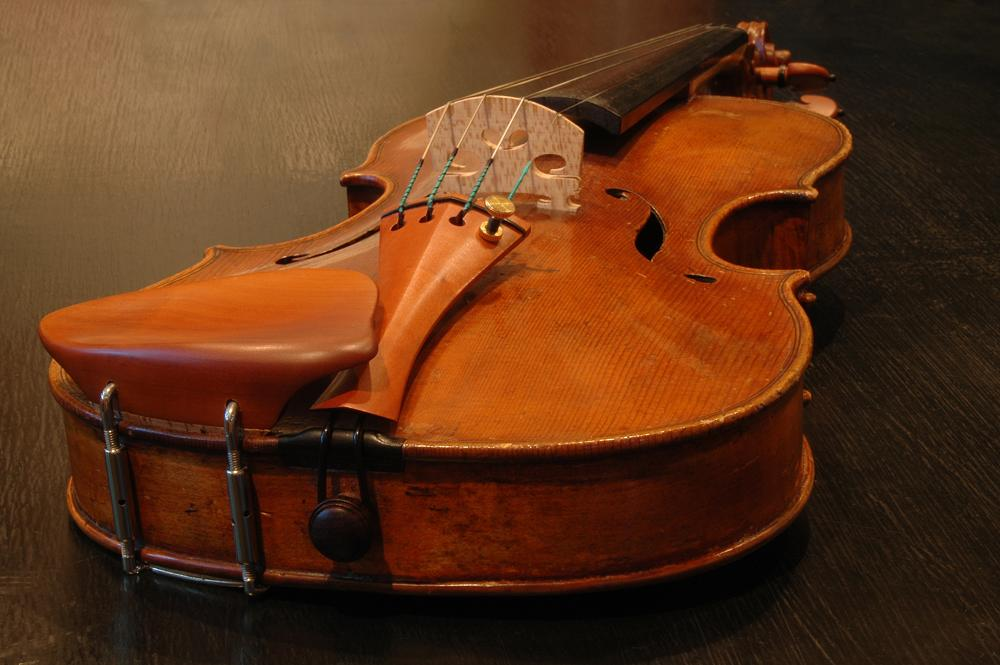
Скрипка, видно ґудзик
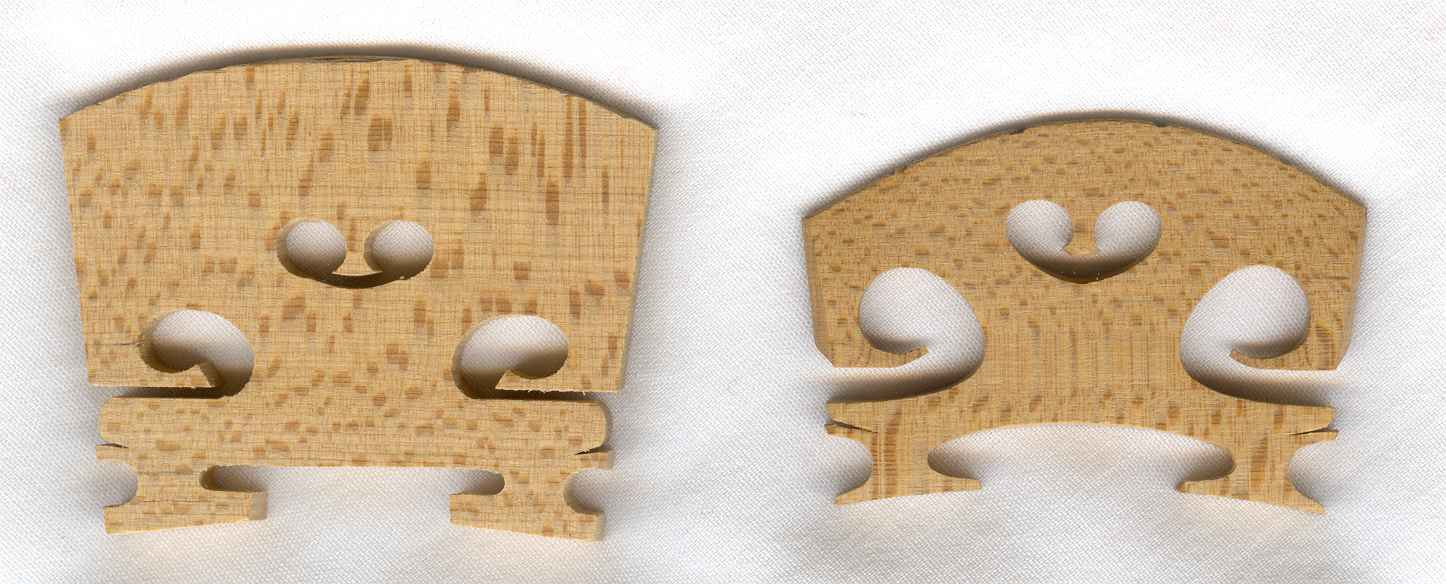
Підставки (кобилки) для струн

### Гриф
Гриф скрипки — довга планка з суцільного твердого дерева, (чорного ебенового дерева, або палісандра). З часом поверхня грифа від тертя струн стає нерівною. Нижня частина грифа приклеєна до шийки, яка переходить у кілкову коробку і закінчується головкою, яка має закрутки (завитки).
Верхній поріжок — пластинка з чорного дерева, розміщена між грифом і кілковою коробкою, з вирізами для струн. Заглиблення у поріжку натирають графітовим мастилом або графітом (графітовим олівцем) для зменшення тертя струн і продовження терміну їх служби. Отвори в поріжку розподіляють струни на однаковій відстані одна від одної.
Шийка — напівкругла деталь, яку охоплює рукою виконавець під час гри. До шийки зверху кріпиться гриф і верхній поріжок.
Кілкова коробка — частина шийки, в якій фронтально зроблений виріз, та з двох боків вставлені дві пари кілочків, за допомогою яких натягують струни. Кілочки мають форму конусних стрижнів. Кілочок повністю вставляється в конусний отвір у кілковій коробці. Вони обов'язково повинні підходити один до одного, не втискатися без обертання в коробку — невиконання цієї умови може викликати руйнування конструкції. Для тугішого або плавнішого обертання кілочки при обертанні відповідно трошки втискають або витягують з коробки, а для плавного обертання вони повинні бути змащені пастою для притирання (або крейдою і милом). Кілочки не повинні сильно виступати з кілочкової коробки. Кілочки переважно роблять з чорного дерева і часто прикрашають перламутровою або металевою (срібною, золотою) інкрустацією.
Голівка — завжди служила чимось на зразок фірмового клейма — свідоцтва про смак і майстерність творця. Деякі майстри замінювали її скульптурою — різьбленою головою лева, наприклад, як це робив Джованні Паоло Маджіні (1580—1632). Майстри XIX століття, подовжуючи грифи старовинних скрипок, прагнули вважати голівку за патентоване «свідоцтво про народження» інструмента.

Частини грифа
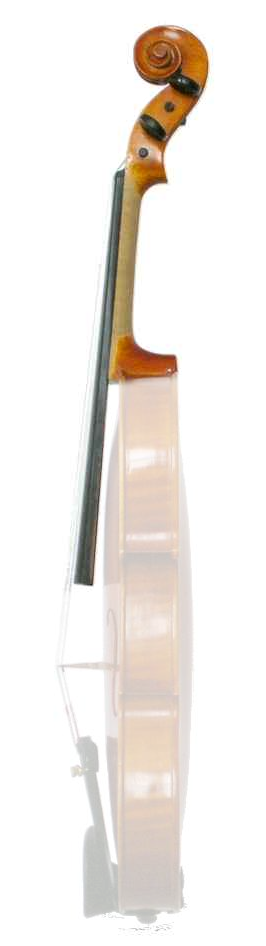
Шийка, голівка та гриф скрипки
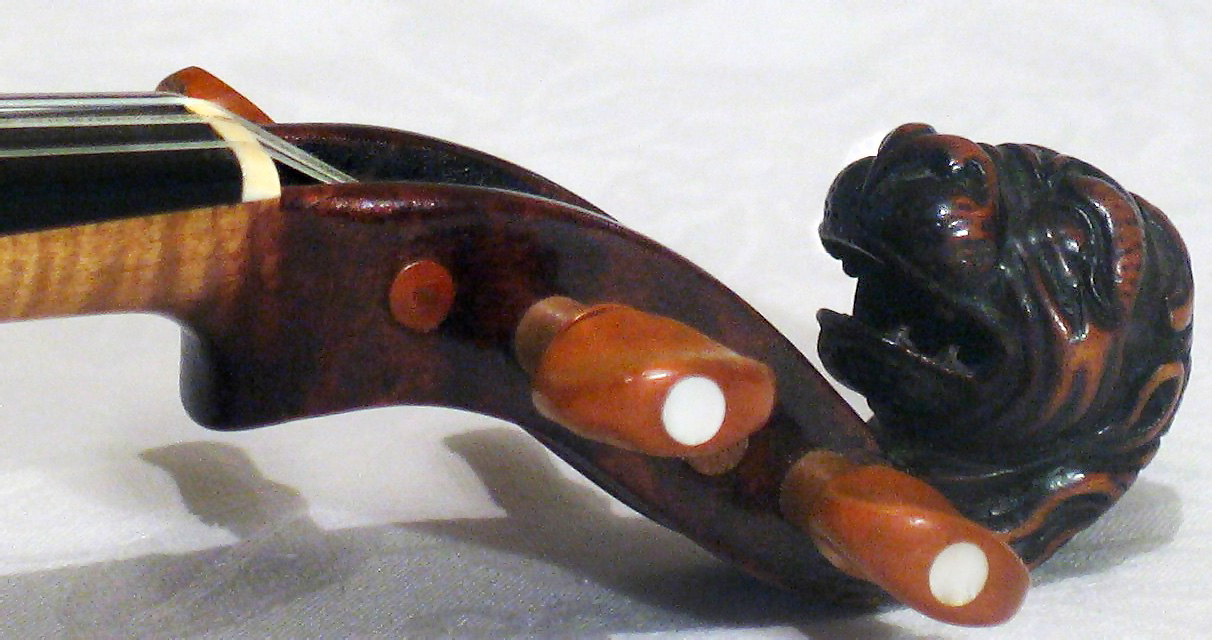
Голівка скрипки роботи Якоба Штайнера
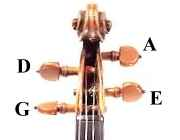
Кріплення струн G (соль), D (ре), A (ля) і E (мі) у кілковій коробці
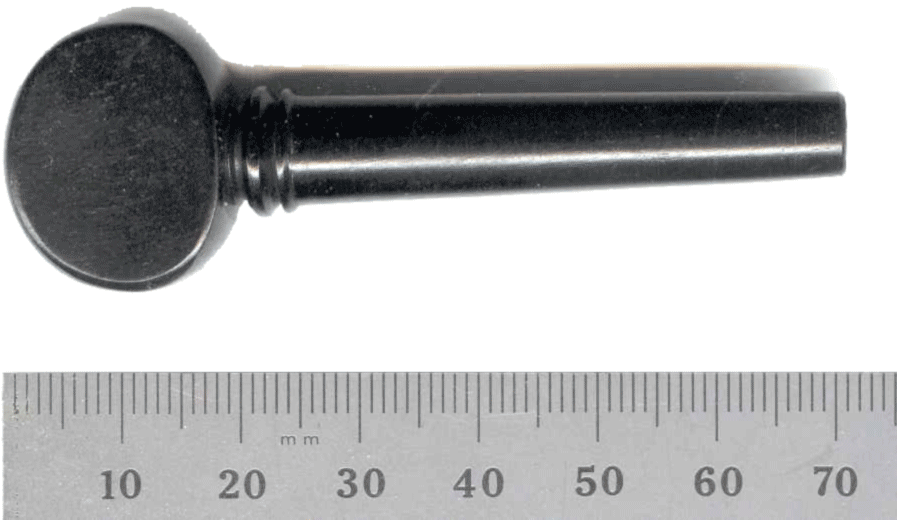
Кілок
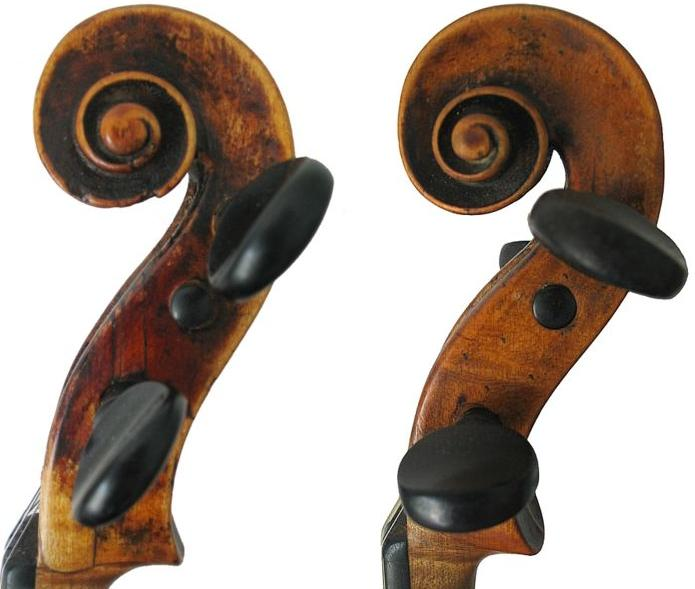
Два різних завитки

### Струни

Розміщення нот на струнах скрипки відносно клавіш фортепіано

Струни натягуються від підгрифника до кілочків, на які намотуються у кілковій коробочці, проходячи через підставку над поверхнею грифа та через верхній поріжок.
Скрипка має чотири струни:
- Перша («квінта») — верхня, настроюється на мі другої октави. Металева струна «мі» має дзвінкий, блискучий тембр.
- Друга — настроюється на ля першої октави. Жильна (кишкова або зі спеціального сплаву) «ля» має м'який, матовий тембр.
- Третя — настроюється на ре першої октави. Жильна (кишкова або з штучного волокна) «ре», обвита алюмінієвою канителлю, має м'який, матовий тембр.
- Четверта («басок») — нижня, настроюється на соль малої октави. Жильна, (кишкова або з штучного волокна), «соль», обвита срібною канителлю, має грубий і густий тембр.

### Аксесуари і приладдя
Смичок — пружна дерев'яна тростина з фернамбукового дерева (лат. Caesalpinia echinata), що має головку (носик) з одного боку, та колодку (жабку) з іншого. Дешевші смички виготовляють з буку або грабу. Між головкою і колодкою натягнуте волосся з кінського хвоста (природне), або штучне. Натяжіння регулюється за допомогою довгого гвинта.
Підборідник. Призначений для зручного притискання скрипки підборіддям музиканта. Бічне, серединне і проміжне його розміщення вибирається з ергономічних переваг скрипаля.
Місток. Призначений також для зручного розміщення скрипки на ключиці музиканта. Кріпиться до нижньої деки скрипки. Це пластина, пряма або вигнута, тверда або покрита м'яким матеріалом, дерев'яна, металева або карбонова, з кріпленнями з двох сторін. У металеву конструкцію часто ховають необхідну електроніку, наприклад, підсилювач мікрофону.
Звукознімальні пристрої. Потрібні для того, щоб перетворювати звукові коливання скрипки в електричні імпульси для запису або для посилення звуку скрипки за допомогою спеціальних пристроїв. У залежності від ролі звукознімальних пристроїв, розрізняють:
- акустичну скрипку — якщо роль звукознімальних пристроїв, що виконують додаткову функцію, незначна.
- напівакустичну скрипку — якщо роль корпусу і звукознімальних пристроїв приблизно однакова.
- електроскрипку — якщо елементи конструкції не мають великого впливу на звук.

Футляр для скрипки і смичка, а також різноманітних аксесуарів.
Сурдина — це невеликий дерев'яний або гумовий «гребінець» із двома-трьома «зубцями». Його насаджують зверху на підставку. Сурдина зменшує вібрацію підставки, внаслідок чого звук стає приглушеним і дуже м'яким. Сурдину переважно застосовують для виконання п'єс ліричного характеру. Найчастіше сурдини застосовуються в оркестровій та камерній музиці.
«Глушилка» — важке гумове або металеве пристосування, яке одягається на підставку за для приглушення звуку струн. Застосовується для занять вдома чи інших місцях, де гучний звук є небажаним. При використанні глушилки, інструмент практично перестає звучати і видає ледве чутні тони, достатні для сприйняття і контролю виконавцем.
Машинка — металевий пристрій, що складається з гвинтового кріплення, що вставляється в отвір підгрифника, і розміщеного з іншого боку гачка, що служить для кріплення струни. Машинка дозволяє точніше підстроювати струни, що особливо важливо для монометалевих струн, які мають малий розтяг. Для кожного розміру скрипки призначений певний розмір машинки, існують також універсальні. Переважно мають чорне, позолочене, нікельоване або хромоване покриття, а також їх комбінацію. Є моделі спеціально для жильних струн, для струни «мі». Навчатися і грати на інструменті можна і без машинок: у такому випадку кінець струни вставляється безпосередньо в отвір підгрифника. Можлива установка машинок не на всі струни для полегшення ваги підгрифника. Переважно машинка ставиться на першу струну.

«Аксесуари і приладдя»
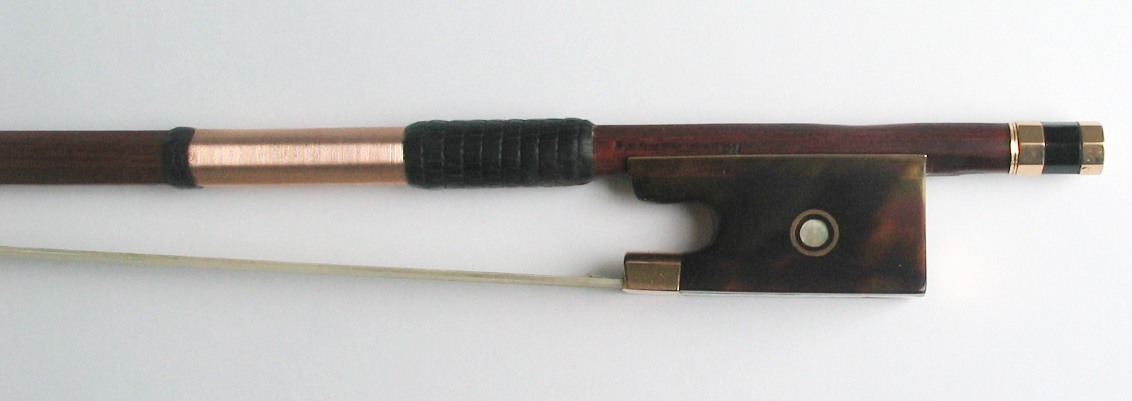
Смичок
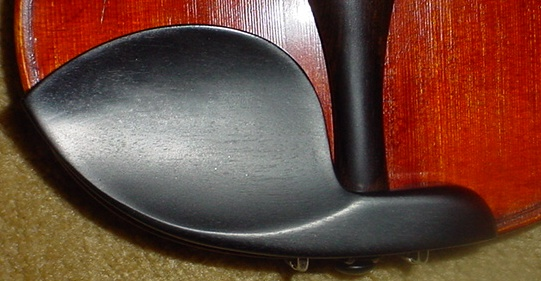
Підборідник
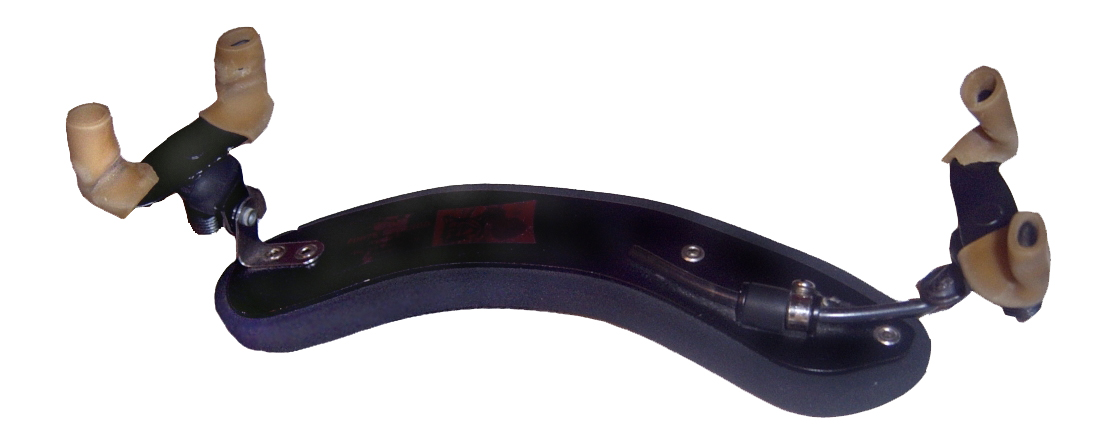
Місток для скрипки
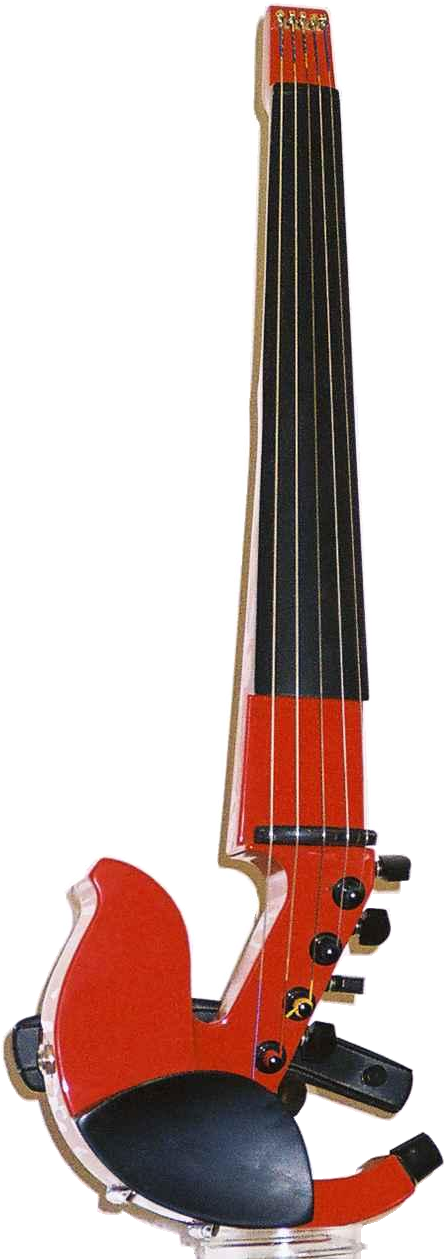
П'ятиструнна електроскрипка
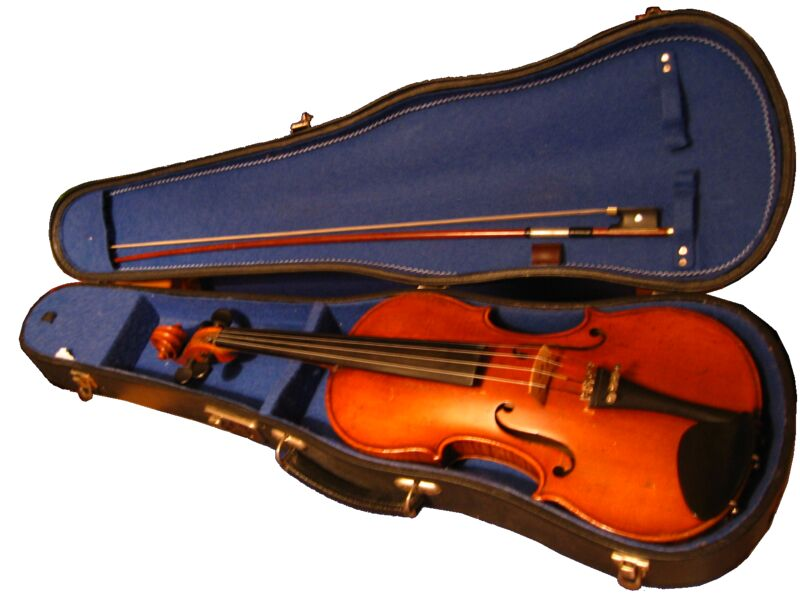
Скрипка у футлярі
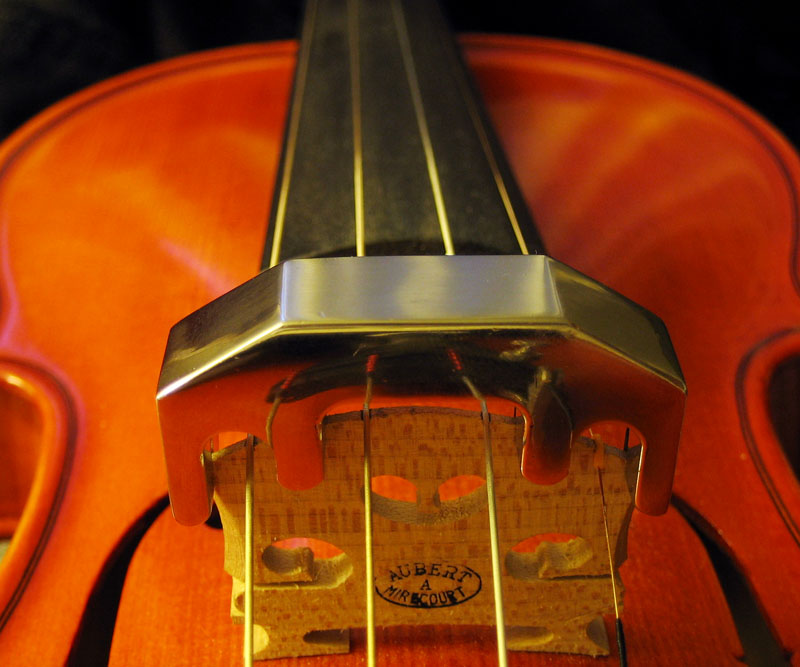
Металева сурдина («глушилка»)
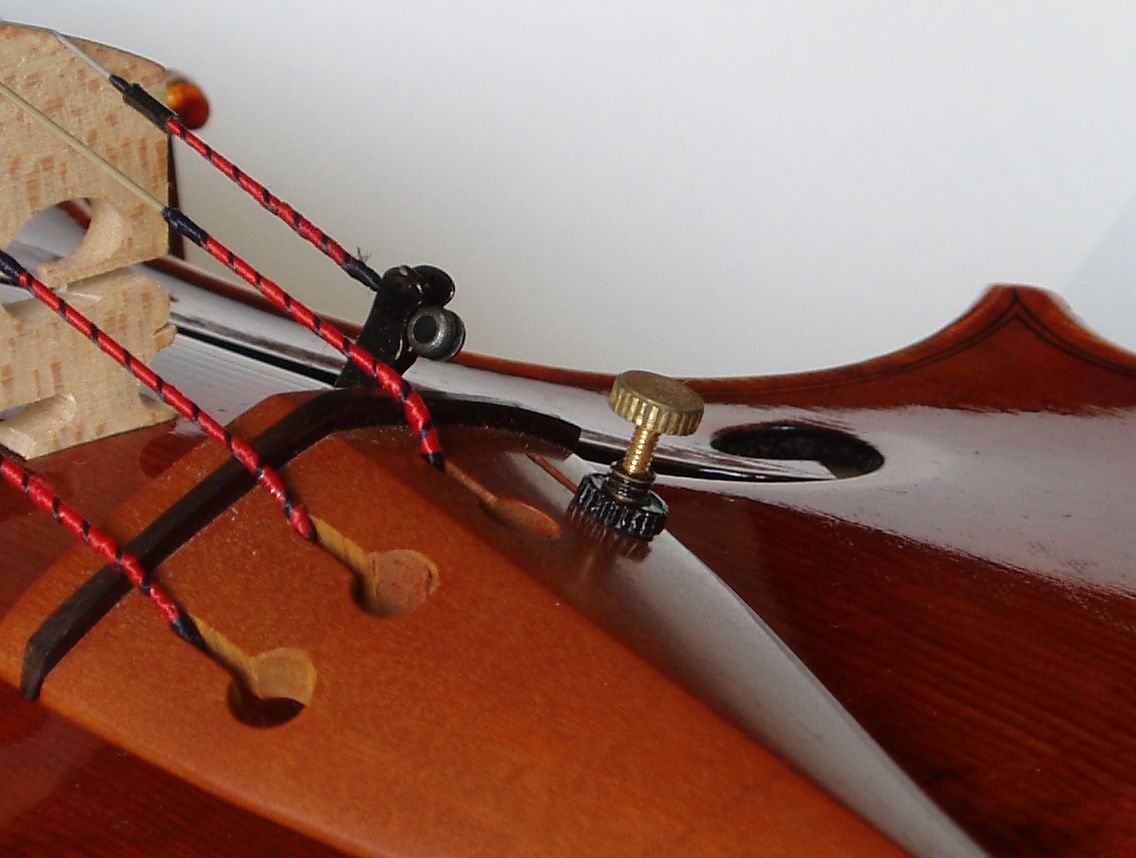
Машинка

## Запис партії скрипки і способи гри

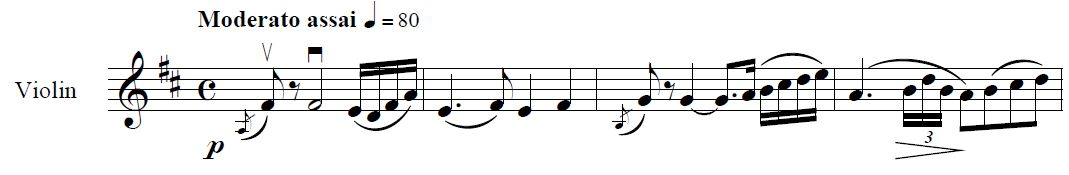
Приклад запису партії скрипки. Уривок з концерту для скрипки з оркестром Чайковського.

Партія скрипки пишеться в скрипковому ключі. Стандартний діапазон скрипки — від соль малої октави до до четвертої октави . Високі звуки важкі для виконання і застосовуються, як правило, тільки в сольній віртуозній літературі, але не в оркестрових партіях.

### Ліва рука

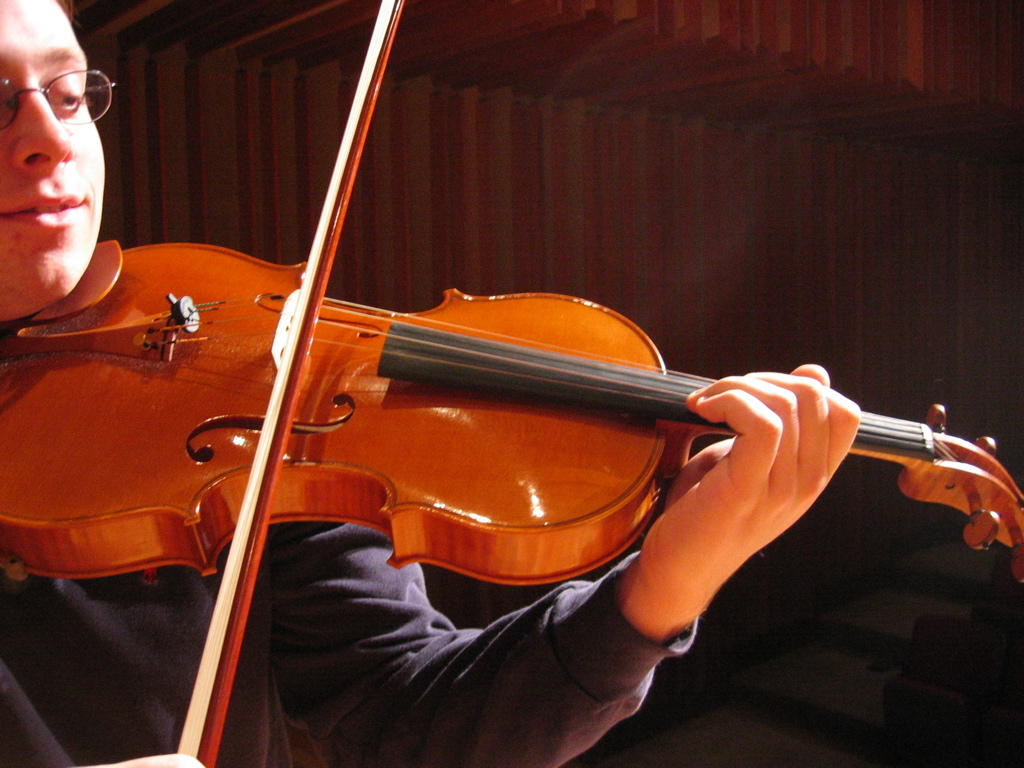
Гра на 17" скрипці в 3 позиції

Струни притискаються чотирма пальцями лівої руки на грифі (великий палець притримує скрипку). По струнах водять смичком, що знаходиться в правій руці скрипаля. Від притискання пальцем струна стає коротшою і генерує вищий звук. Струни, не притиснуті пальцями, називаються відкритими; гра по відкритих струнах позначається нулем, що ставиться над нотою.
Від напівпритиску струни виходять флажолети. Деякі флажолетні звуки звучать вище ніж верхня межа вказаного вище діапазону скрипки.
Розміщення пальців лівої руки називається аплікатурою. Вказівний палець руки називається першим, середній — другим, четвертий — третім, мізинець — четвертим. Позицією називається аплікатура чотирьох сусідніх пальців, що відстоять один від одного на тон або півтон. На кожній струні можна мати сім і більше позицій. Чим вища позиція, тим вона важча. На нижній двох струнах, грають переважно тільки до п'ятої позиції включно; а на вищих двох користуються вищими позиціями — від шостої до дванадцятої. Аплікатуру першої позиції можна представити такою таблицею:
|                       | IV - Четверта струна   | III - Третя струна     | II - Друга струна     | I - Перша струна        |
| Стрій                 | g1 - Соль малої октави | D - Ре першої октави   | A - Ля першої октави  | E2 - Мі другої октави   |
| 0 - Порожня струна    | g1 - Соль малої октави | D - Ре першої октави   | A - Ля першої октави  | E2 - Мі другої октави   |
| 1 - Вказівний палець  | a1 - Ля малої октави   | E - Мі першої октави   | H - Сі першої октави  | F2 - Фа другої октави   |
| 2 - Середній палець   | h1 - Сі малої октави   | F - Фа першої октави   | C2 - До другої октави | G2 - Соль другої октави |
| 3 - Безіменний палець | C - До першої октави   | G - Соль першої октави | D2 - Ре другої октави | A2 - Ля другої октави   |
| 4 - Мізинець          | D - Ре першої октави   | A - Ля першої октави   | E2 - Мі другої октави | B2 - Сі другої октави   |

### Права рука
Правою рукою скрипаль зазвичай тримає смичок. Існує як мінімум три способи тримання смичка:
- Старий («німецький») спосіб, при якому вказівний палець торкається прута смичка своєю нижньою поверхнею, приблизно проти згину між нігтьовою фалангою і середньою, пальці тісно зімкнуті, великий палець знаходиться напроти середнього, волосся смичка натягнуте помірно.
- Новий («франко-бельгійський») спосіб, при якому вказівний палець торкається прута смичка під кутом кінцем своєї середньої фаланги; між вказівним і середнім пальцями великий проміжок, великий палець знаходиться напроти середнього, сильно натягнуте волосся смичка, похиле положення прута.
- Новітній («російський») спосіб, при якому вказівний палець торкається прута збоку згином між середньою фалангою і п'ястковою, глибоко охоплюючи серединою нігтьової фаланги прут смичка і утворюючи з ним гострий кут, він ніби направляє ведення смичка, між вказівним і середнім пальцями великий проміжок, великий палець знаходиться напроти середнього, слабо натягнуте волосся смичка, пряме (не похиле) положення прута. Такий спосіб тримання смичка є найдоцільнішим для досягнення найкращих звукових результатів при найменшій витраті енергії.

Способи ведення смичка мають великий вплив на характер і силу звуку і взагалі на фразування. На скрипці можна брати одночасно на сусідніх струнах дві ноти (подвійні струни), і не одночасно, але дуже швидко — три (потрійні струни) і чотири ноти. Таке поєднання, переважно гармонійне, легше при порожніх струнах і важче без них.

#### Штрихи
Основні способи:
- Detaché — кожна нота витягується окремим рухом смичка вниз і вверх;
- Martelé — штрих, що виконується поштовхом смичка, при якому тривалість звучання значно коротша ніж період загасання звуку;
- Staccato вниз і вверх смичком — рух смичка із зупинкою;
- Staccato volant — різновид стаккато. При грі смичок підскакує, відриваючись від струн;
- Spiccato — відскакуючий штрих, дуже легке staccato;
- Ricochet-saltato — штрих, що виконується ударами волоса піднятого смичка по струні, як правило виконується для групи нот;
- Tremolo — багаторазове швидке повторення одного звуку або швидке чергування двох несусідніх звуків, двох співзвуч (інтервалів, акордів), окремого звуку і співзвуччя.
- Legato — зв'язне виконання звуків, при якому здійснюється плавний перехід від одного звуку до іншого, без паузи між звуками.
- Col legno — удар держаком смичка по струні. Викликає стукітливий, мертвотний звук, який також з великим успіхом застосовується композиторами в симфонічній музиці.

Окрім гри смичком, користуються піцикато — зачіпанням струн одним з пальців правої руки, (щипком). Для ослаблення звуку користуються сурдиною — металевою, кістяною або дерев'яною пластинкою з виїмками в нижній частині для струн, яка насаджується на верхню частину підставки (або кобилки). На скрипці легше грати в тій тональності, яка допускає найбільше застосування порожніх струн. Найзручніші пасажі — ті, які складені з гам або їх частин.

### Народні способи гри
З особливостей виконання вкажемо на підвищення строю скрипки на тон (щоб звучала «різко»), а також на способи виконання, звані «грати лірою» та «грати пуком». Перший полягає в тому, що волос смичка опускається до ступеня, який дозволяє видобувати звук одразу на трьох струнах; другий — у тому, що хтось тоненьким прутиком б’є (як пальцятками по цимбалах) під час гри на скрипці по її струнах, створюючи своєрідний акомпанемент виконуваній скрипалем мелодії.

## Походження та історія
Прототипами скрипки були арабський ребаб і німецька рота, злиття яких і утворило віолу. Власне, італійська назва скрипки, violino, і є димінутивом від viola. Форми скрипки сформувались до XVI століття; в цьому столітті і на початку наступного, XVII, творили майстри скрипок сімейства Аматі. Їх інструменти відрізняються прекрасною формою і чудовим матеріалом. Взагалі Італія славилася виробництвом скрипок, серед яких скрипки Страдіварі і Гварнері нині цінуються надзвичайно високо.
Скрипка була сольним інструментом у XVII столітті. Першими творами для скрипки вважаються: «Romanesca per violino solo et basso» Маріні з Брешії (1620) і «Capriccio stravagante» його сучасника Фаріна. Засновником мистецької гри на скрипці вважається Арканджело Кореллі;
потім йдуть Джузеппе Тореллі, Тартіні, П'єтро Локателлі (1695—1764), учень Кореллі, що розвинув бравурну техніку скрипкової гри.

## Видатні скрипалі

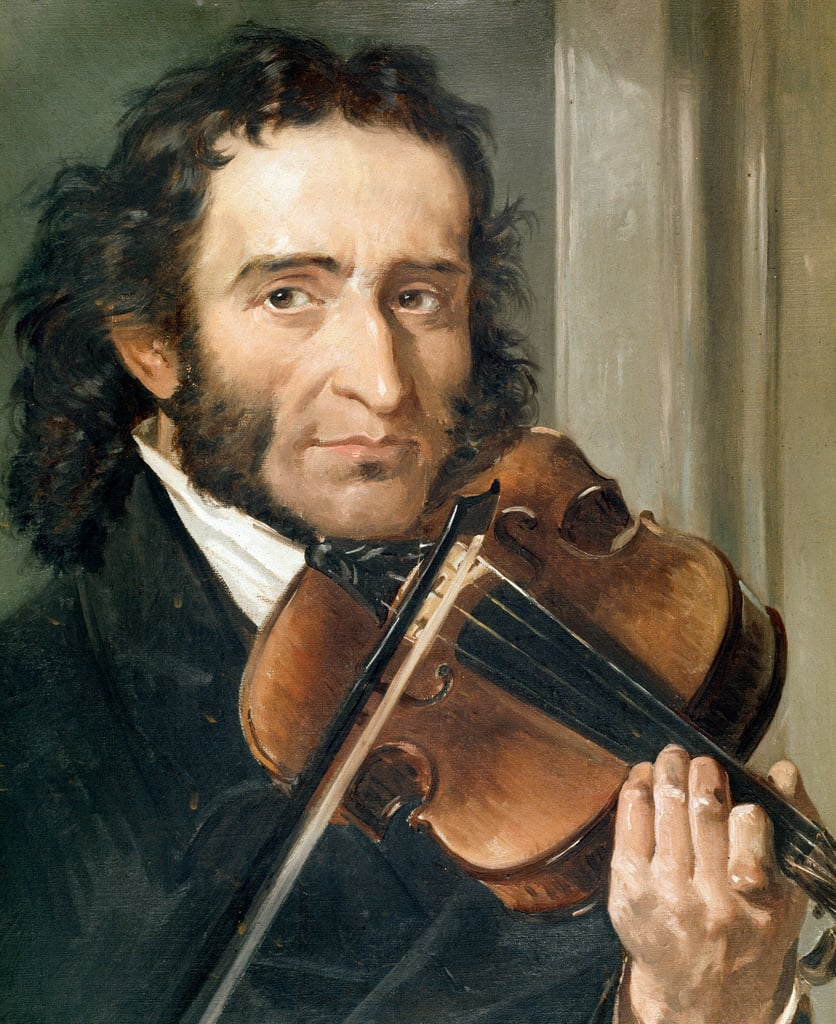
Ніколо Паганіні

### XVII століття
- Арканджело Кореллі (1653—1713) — італійський скрипаль і композитор, один з основоположників жанру кончерто гроссо.
- Антоніо Вівальді (1678—1741) — венеціанський композитор, скрипаль, педагог, диригент.
- Джузеппе Тартіні (1692—1770) — італійський скрипаль і композитор. Удосконалив конструкцію смичка, подовживши його, і виробив основні прийоми ведення смичка, визнані усіма сучасними йому скрипалями Італії, Франції і увійшли в загальний вжиток.

### XVIII століття
- Іван Хандошко (1747—1804) — видатний український скрипаль-віртуоз, композитор та викладач, основоположник російської скрипкової школи.
- Джованні Баттіста Віотті (1753—1824) — італійський скрипаль і композитор, автор 29 концертів для скрипки.

### XIX століття
- Ніколо Паганіні (1782—1840) — італійський скрипаль, гітарист і композитор, автор скрипкових каприсів, концертів.
- Анрі В'єтан (1820—1881) — бельгійський скрипаль і композитор, один із засновників національної скрипкової школи. Автор численних творів для скрипки — семи концертів з оркестром, ряд фантазій, варіацій, концертних етюдів та ін.
- Леопольд Ауер (1845—1930) — угорський, російський скрипаль, педагог, диригент і композитор.
- Ежен Ізаї (1858—1931) — бельгійський скрипаль, диригент і композитор. Автор 6 скрипкових концертів, варіацій на тему Паганіні, 6 сонат.

### XX століття
- Яша Хейфец (1901—1987) — американський скрипаль єврейського походження.
- Давид Ойстрах (1908—1974) — радянський скрипаль, професор Московської консерваторії, народний артист СРСР.
- Ґідон Кремер (нар. 1947) — латвійський скрипаль, перший виконавець ряду творів провідних сучасних композиторів XX століття.

## Скрипники (скрипкові майстри)

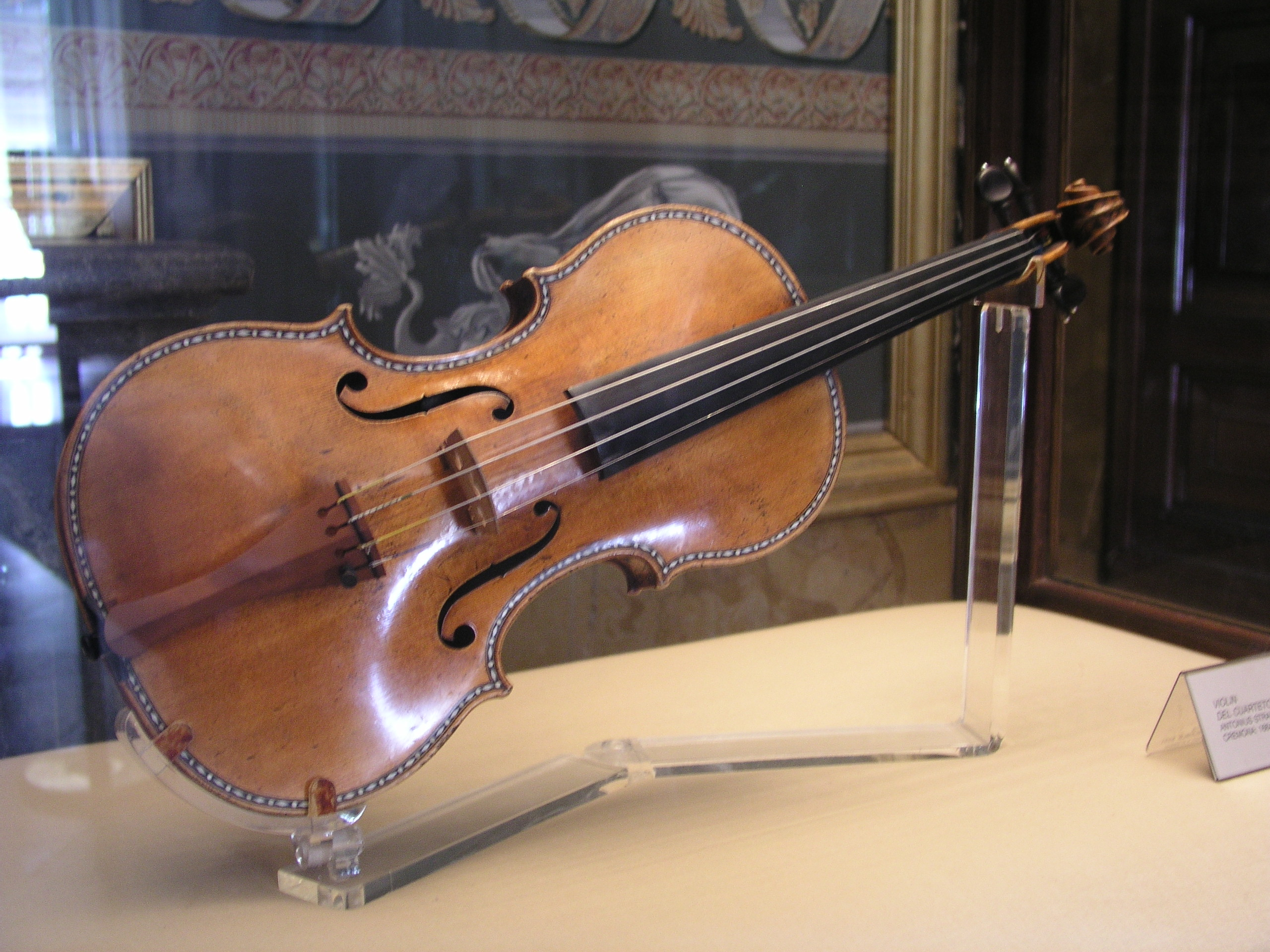
Скрипка Антоніо Страдіварі.

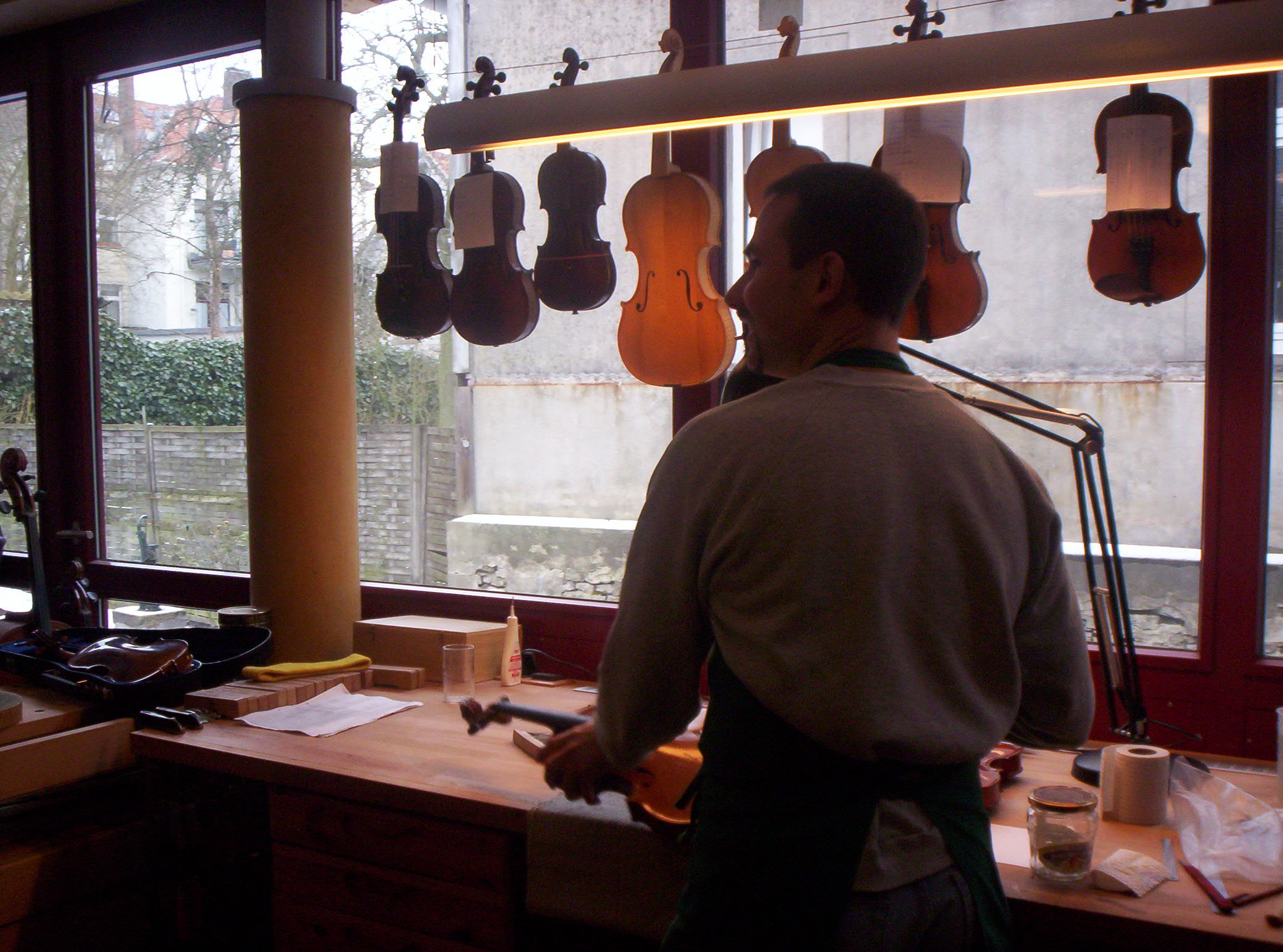
Майстерня скрипника.

- Джованні Паоло Маджині (Giovanni Paolo Maggini, 1580–1632) — італійський скрипковий майстер. Інструменти його роботи відрізняються м'яким звуком, схожим на альт і високо цінуються. Його син, П'єтро Санто Маджіні, також виготовляв чудові скрипки, альти і баси.
- Нікола Аматі (Nicola Amati, 1596–1684) — один з найвідоміших майстрів сімейства Аматі. Творець багатьох струнних інструментів, у тому числі і віолончелей. Учитель таких прославлених майстрів зі створення струнних інструментів як Якоб Штайнер, Антоніо Страдіварі і Андреа Гварнері.
- Якоб Штайнер (Jakob Stainer, ок. 1617–1683) — перший відомий австрійський майстер, найзнаменитіший представник так званої тірольської школи.
- Андреа Гварнері (Andrea Guarneri, 1622 або 1626–1698) — учень Аматі, жив у Кремоні.
- Антоніо Страдіварі (Antonio Stradivari, 1644–1737) учень Аматі. Збереглося 650 інструментів його роботи.
- Джузеппе Гварнері дель Джезу (Giuseppe Guarneri del Gesù, 1698–1744) — онук Андреа. На скрипці Гварнері «Il Cannone Guarnerius» грав Ніколо Паганіні.
- Жан Батист Війом (Jean Baptiste Vuillaume, 1798—1875) — французький скрипковий майстер. У 1828 відкрив власну майстерню в Парижі. З 1835 займався імітацією старовинних італійських інструментів (головним чином Страдіварі та Гварнері). Він зробив більше 3000 інструментів.
- Добрянський Лев Володимирович (1864—1941) — російський і радянський скрипковий майстер, винахідник покращення звучності струнних інструментів. Автор скрипок «Німеччина», «СРСР», «Жарт» та інших. На його скрипках грали Жак Тібо, Віллі Бурместер, Ян Кубелик.

## Скрипка в Україні

### Відомі українські скрипалі
- Іван Хандошко (1747—1804) — український скрипаль-віртуоз, композитор та викладач. Основоположник російської скрипкової школи.
- Ольга Пархоменко, (1928—2011), — українська скрипалька, заслужена артистка України, солістка Київської філармонії, професор Київської та Білоруської консерваторій, авторка численних скрипкових редакцій. В останні роки викладала у музичній академії ім. Яна Сібеліуса у Гельсінкі.
- Богодар Которович, (1941—2009), — народний артист УРСР, диригент, професор Київської консерваторії, член-кореспондент Академії мистецтв України, один із засновників сучасної української скрипкової школи. Фундатор і незмінний художній керівник Державного камерного ансамблю «Київські солісти».
- Олег Криса (нар. 1942) — професор Київської та Московської консерваторій, професор Інституту ім. Гнесіних, у даний час професор Істменівської музичної школи (Рочестер, США) і Мангетенської школи музики, (Нью-Йорк, США). Заслужений артист УРСР. З 1989 року мешкає та працює у США.
- Олександр (Олесь) Семчук (нар. 1976) — скрипаль віртуоз, відомий викладач, завідувач струнної кафедри та професор Міжнародної Музичної Академії «Зустрічі з Маестро» (Імола, Італія), Заслужений артист України. З 2002 року мешкає та працює в Італії. Лавреат премій «Laszlo Spezzaferri» (2013) та «Rinaldo Rossi» (2014) за визначні культурні досягнення та розвиток італійської скрипкової школи.
- Василь Попадюк (нар. 1966) — скрипаль віртуоз, зараз проживає у Канаді.[9]
- Півненко Богдана Іванівна (нар. 1977) — українська скрипалька, заслужена артистка України, яку називають «українською Паганіні в спідниці».[10]
- Остап Шутко (*1976, Львів) — український скрипаль. Син української скрипальки Лідії Шутко.
- Олег Каськів (* 1978, Львів) — скрипаль (Україна-Швейцарія), асистент класу скрипки в Міжнародній Академії Є. Менухіна (Швейцарія), викладач класу скрипки в Женевській консерваторії.

### Видатні скрипники
В Україні скрипка набула поширення з XVII століття і стала народним інструментом, увійшовши до народних ансамблів троїстих музик.
Відомі українські скрипкові майстри — Т. Підгорний, В. Мочалов, Лука Мар'яненко, Мирослав Пуцентела та інші.